# تیتو گابی
تیتو گابی (ایتالیایی: Tito Gobbi؛ ۲۴ اکتبر ۱۹۱۳ - ۵ مارس ۱۹۸۴) یک هنرپیشه و خواننده اپرا اهل ایتالیا بود.
از فیلم‌هایی که وی در آن نقش داشته است، می‌توان به آرایشگر شهر سویل، نیروی سرنوشت، تمام رم در برابر او لرزید و پرنده آتشین اشاره کرد.